# 特蕾西·卡梅伦
特蕾西·卡梅伦（英語：Tracy Cameron，1975年2月1日—），加拿大女子赛艇运动员。她曾代表加拿大参加2008年夏季奥林匹克运动会赛艇比赛，获得女子轻量级双人双桨铜牌。